# Фотолитография
Фотолитогра́фия — метод получения определённого рисунка на поверхности материала, широко используемый в микроэлектронике и других видах микротехнологий, а также в производстве печатных плат. Один из основных приёмов планарной технологии, используемой в производстве полупроводниковых приборов.
Суть процесса фотолитографии сводится к тому, что вначале на обрабатываемую поверхность наносится тонкая фоточувствительная полимерная плёнка (фоторезист). Затем эта плёнка засвечивается через фотошаблон с заданным рисунком. Далее проэкспонированные участки удаляются в проявителе. Получившийся на фоторезисте рисунок используется для таких технологических этапов планарной технологии, как травление, электроосаждение, вакуумное напыление и другие. После проведения одного из этих процессов оставшийся, не удалённый при проявлении, фоторезист также удаляется.
Принципиальное отличие фотолитографии от других видов литографии заключается в том, что экспонирование производится светом (видимым или ультрафиолетовым), тогда как в других видах литографии для этого используется рентгеновское излучение (рентгеновская литография), поток электронов (электронно-лучевая литография) или ионов (ионно-лучевая литография) и другое.
Наименьшие размеры деталей рисунка, достижимые в фотолитографии (разрешение), определяются: длиной волны используемого излучения, качеством применяемой при экспонировании оптики, свойствами фоторезиста и достигают 100 нм. Применение специальных методов (иммерсионная литография) теоретически позволяет получить разрешение до 11 нм.

## Процесс фотолитографии

### Очистка и подготовка поверхности
Первоначально подложка (при производстве монолитных микросхем это обычно пластина из монокристаллического кремния) очищается от загрязнений в ультразвуковой ванне в различных органических растворителях: ацетоне и метаноле и полосканием в изопропаноле. В случае значительных загрязнений поверхности, её обрабатывают смесью серной кислоты и пероксида водорода (H2SO4 + H2O2) с последующим применением процесса RCA очистки.
Различные материалы подложки имеют различное сцепление (адгезию) фоторезиста с ней. Например, такие металлы, как алюминий, хром и титан имеют высокую адгезию, в то время как благородные металлы — золото, серебро или платина — имеют очень плохую адгезию. В случае низкой адгезии перед нанесением фоторезиста рекомендуется наносить тонкий подслой адгезива, увеличивающий сцепление фоторезиста с поверхностью, например, гексаметилдисилазан (ГМДС). Кроме этого, иногда и поверх фоторезиста наносят антиотражающие покрытия.

### Нанесение фоторезиста

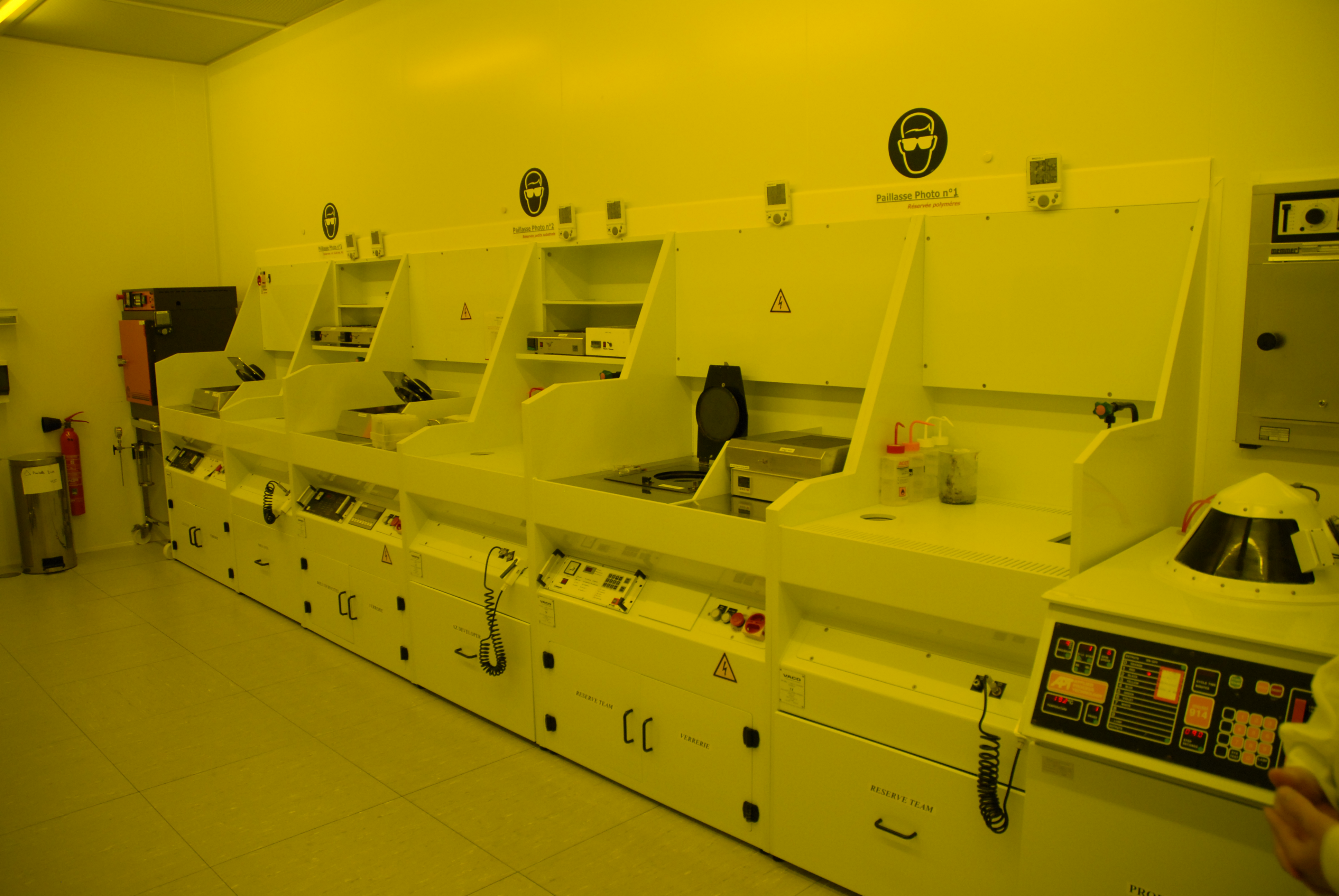
Установки центрифугирования для нанесения фоторезиста

Наиболее широко распространённый метод нанесения фоторезистов на поверхность — это центрифугирование. Этот метод позволяет создавать однородную плёнку фоторезиста и контролировать её толщину скоростью вращения пластины (порядка нескольких тысяч оборотов в минуту). Как правило, используется при работе с большими круглыми пластинами.
При использовании не подходящих для центрифугирования поверхностей, например для покрытия небольших поверхностей, используется нанесение погружением в фоторезист. Недостатками этого метода являются большой расход фоторезиста и неоднородность получаемых плёнок.
При необходимости нанести фоторезист на сложные поверхности используется аэрозольное распыление, однако толщина плёнки при таком методе нанесения также не является однородной.

### Предварительное запекание
После нанесения фоторезиста необходимо провести его предварительную сушку (запекание). Для этого образец выдерживается несколько минут в печи, при температуре 100—120оС. Этот этап необходим для испарения растворителя, содержащегося в фоторезисте, что способствует улучшению адгезии, исключению прилипания к фотошаблону, возможности нанесения второго слоя фоторезиста и имеет положительное влияние в некоторых других аспектах.

### Экспонирование

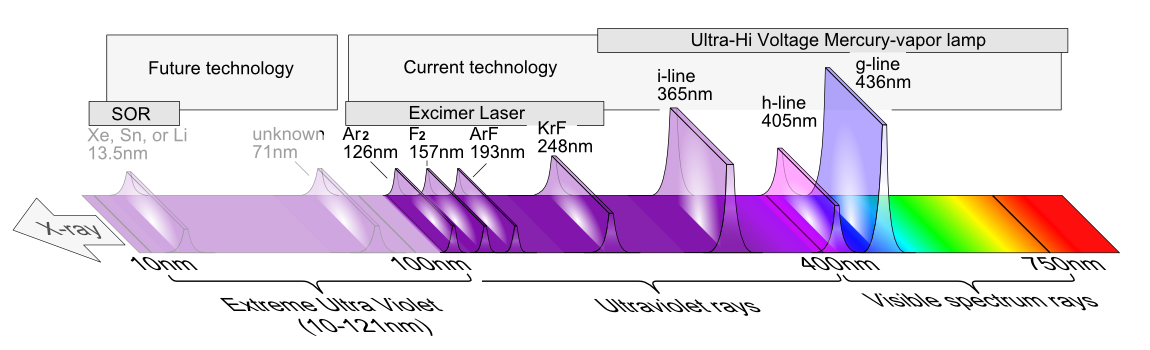
Длины волн экспонирования в литографии

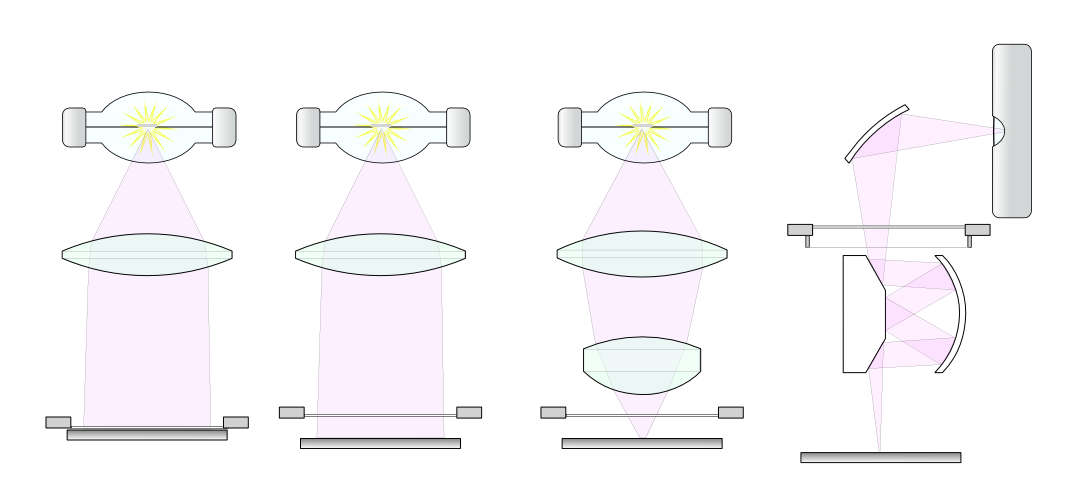
Схемы 4х различных видов экспонирования. Показаны контактный метод экспонирования, экспонирование с микрозазором и проекционные методы экспонирования

Процесс экспонирования заключается в засветке фоторезиста через фотошаблон, содержащий желаемый рисунок, светом видимого или ультрафиолетового диапазона, что и отличает процесс фотолитографии от других видов литографии. К примеру, в случае рентгеновской, ионно-лучевой и электронной литографии, для экспонирования используются рентгеновские лучи, ионы и электроны соответственно.
Наиболее стандартными длинами волны экспонирования в фотолитографии являются i-линия (365 нм), h-линия (405 нм) и g-линия (436 нм). Как бы то ни было, большинство фоторезистов могут быть проэкспонированы и широким спектром в ультрафиолетовом диапазоне (интегральное экспонирование), для чего обычно применяется ртутная лампа. В случае фотолитографии в глубоком (жёстком) ультрафиолете используются длины волн около 13,5 нм и специальные фоторезисты. Среди источников излучения, использующихся в фотолитографии, наиболее распространены:
- Ртутная лампа (около 400 нм)
- Эксимерный лазер KrF (248 нм)
- Эксимерный лазер ArF (193 нм)
- Эксимерный лазер F2 (157 нм; только экспериментальные установки)

Экспонирование может проводиться как с использованием фотошаблона, так и без него (безмасочная литография). В последнем случае рисунок на фоторезисте формируется непосредственно перемещающимся лазерным или электронным лучом или их группой, сфокусированным на поверхности фоторезиста. В случае же применения фотошаблонов чаще используются проекционные методы экспонирования, когда рисунок с фотошаблона переносится на фоторезист с использованием системы оптических линз. В некоторых вариантах литографии маска может находиться в контакте с фоторезистом, или в непосредственной близости, при наличии микрозазора.
Существуют технологии, позволяющие уменьшить искажения и изготовить микросхемы с меньшими проектными нормами:
- Optical proximity correction (Коррекция эффекта оптической близости)
- Off-axis illumination (Применение вне-осевого освещения)
- Фазосдвигающие маски (PCM)
- Иммерсионная литография
- Двойное формирование рисунка (LELE, LFLE[1])
- Двойное формирование рисунка со спейсерами (spacer double patterning, SBPD[1])

При производстве полупроводниковых приборов для экспонирования больших по площади пластин (150, 200, 300 мм в диаметре) используют такие аппараты, как степперы и сканеры, в которых небольшой фотошаблон экспонируется на пластину многократно с помощью перемещения экспонируемой поверхности.
Основными параметрами экспонирования являются длина волны, время экспонирования и мощность источника излучения. Как правило, каждый фоторезист имеет определённое значение дозы (мДж/см2), необходимой для его экспонирования, поэтому важно правильно подобрать параметры экспонирования. При недостаточной дозе могут возникнуть проблемы с проявлением фоторезиста, а чрезмерное экспонирование может вызвать повреждения плёнки фоторезиста. От мощностных параметров зависит производительность фотолитографических установок, измеряемая в пластинах в час (wph).
Дополнительно стоит отметить такой метод фотолитографии, как «выжигание», при котором необходимые окна в полимерном слое выжигаются под воздействием на них мощного светового потока, испаряющего нанесённую на материал плёнку или прожигающего сам материал насквозь. Этот способ применяется для изготовления малотиражных офсетных форм и в некоторых системах ризографии.

### Вторичное запекание
Вторичное запекание производится непосредственно после экспонирования и не является обязательным шагом. Этот этап требуется лишь в случаях применения химически усиленных фоторезистов, применения обращаемого фоторезиста, потребности в релаксации толстых плёнок фоторезиста и в некоторых других ситуациях.

### Проявление
В процессе проявления части фоторезиста удаляются специальной жидкостью — проявителем (например гидроксид тетраметиламмония), формируя окна в плёнке фоторезиста. В случае использования позитивного фоторезиста удаляется проэкспонированная область, а в случае негативного — не проэкспонированная.
Определённые фоторезисты проявляются определённым проявителем и не проявляются другими. Как правило, проявитель разбавляется водой (1:2, 1:4), при этом степень разбавления контролирует скорость проявления, которая также зависит от полученной фоторезистом дозы при экспонировании.

### Финальное запекание
Окончательное запекание фоторезиста также является не обязательным шагом, хотя нередко помогает улучшить его свойства. В частности, сушка при 130—140оС повышает химическую и температурную устойчивость проявленного фоторезиста для таких последующих этапов, как электроосаждение, сухое и жидкостное травление.

### Обработка поверхности
Как правило, фотолитография тесно связана с технологическим этапом, для которого собственно и требуется получаемый из фоторезиста рисунок. Наиболее распространённым процессом на этом этапе является травление, хотя нередко применяются и такие процессы как электроосаждение и напыление при проведении обратной фотолитографии.

#### Травление
Травление является наиболее часто используемым в совокупности с фотолитографией процессом при производстве печатных плат и полупроводниковых приборов для микроэлектроники. Существуют два основных вида травления: жидкостное (жидкое) и сухое травление. Сухое травление подразделяется на физическое распыление, ионное распыление; газофазное химическое травление; реактивное ионное травление. В зависимости от задач, применяют тот или иной тип травления. Жидкостное травление применяют в основном при изготовлении печатных плат, а также для вытравливания жертвенного слоя при изготовлении МЭМС, и других применений, где требуется изотропное травление (то есть травление во всех направлениях). Плазменное, и в особенности глубокое плазменное травление, применяют когда необходимо протравить структуру относительно глубоко, сохраняя при этом, как можно более вертикальный угол наклона стенок, то есть протравить анизотропно, только в вертикальном направлении. Результат травления тесно связан с параметрами фоторезиста, что во многом и определяет его выбор.

#### Электроосаждение

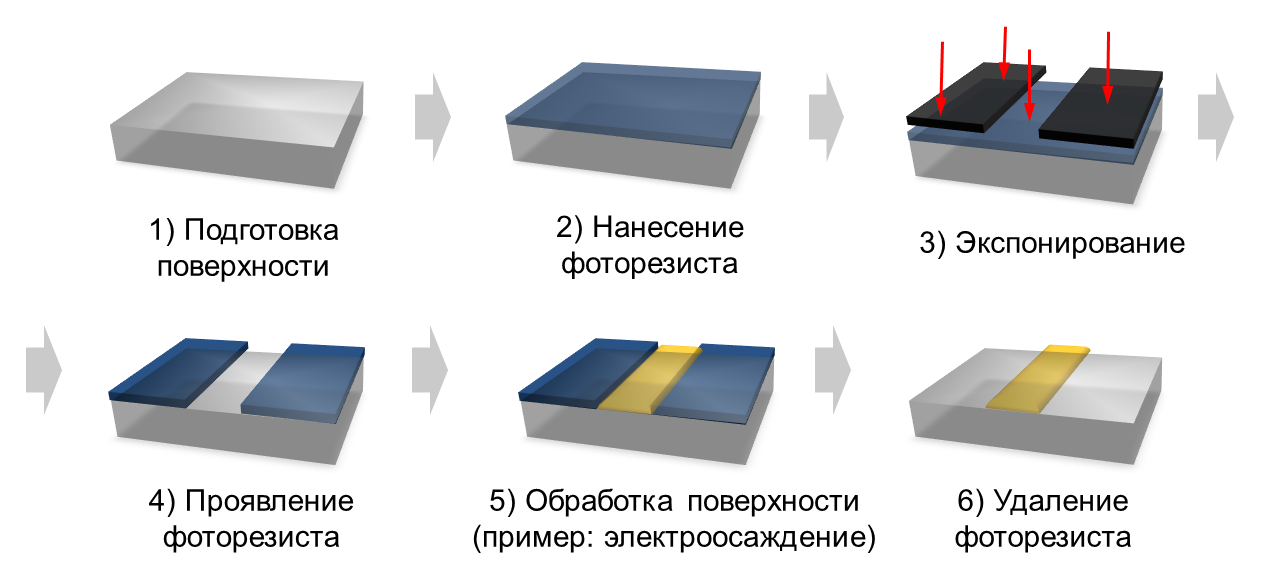
Схема основных этапов процесса фотолитографии

В процессе электроосаждения, окна в фоторезисте используются для осаждения в них материала из электролита.

#### Напыление. Обратная литография
В случаях, когда требуется получить рисунок из материала плохо подвергающегося травлению, используют процесс обратной (взрывной) литографии. В процессе обратной литографии на нанесённый и проявленный фоторезист напыляется тонкий слой материала (обычно металла), из которого требуется сформировать рисунок. На следующем этапе производится снятие фоторезиста, так что напылённый материал остаётся только в окнах, не защищённых фоторезистом, а плёнка, попавшая на фоторезист, уносится вместе с ним, то есть осуществляется так называемый «взрыв». Для обратной литографии, как правило, используются специальные LOR (lift-off-resist) фоторезисты. Существуют многочисленные модификации этого метода, например, когда используются два или даже три слоя фоторезистов с разной скоростью проявления. В целом, для аккуратного снятия фоторезиста требуется, чтобы плёнка фоторезиста была в два и более раз толще, чем плёнка напылённого материала, а также, чтобы стенки фоторезиста имели отрицательный наклон, что исключит возможность их покрытия напыляемым материалом.

### Снятие фоторезиста
Финальным этапом процесса фотолитографии является снятие фоторезиста. Для удаления фоторезиста с обработанной поверхности используют либо обработку в специальной жидкости — снимателе (например, диметилсульфоксид, N-метилпирролидон, смесь серной кислоты и перекиси водорода), либо обработку в кислородсодержащей плазме. Как правило, определённые сниматели подходят только к определённым группам фоторезистов. В процессах обратной фотолитографии, вместе с фоторезистом удаляется и покрывающая его плёнка материала. Если на предыдущих этапах применялись усилители адгезии или антиотражающие покрытия, они, как правило, также удаляются снимателем.